# 苏吉高勒
苏吉郭勒，位于中华人民共和国内蒙古自治区赤峰市阿鲁科尔沁旗的一条河流，是哈黑尔河左岸支流，发源于北部的罕山，蜿蜒向东南流经巴彦温都尔苏木查布呼硕、巴彦查干嘎查、沙巴日台嘎查、苏木政府驻地海拉苏台嘎查等地，最后于和日木嘎查以南汇入哈黑尔河。河流全长70.9千米，流域面积1175.6平方千米，河道平均比降12.5‰，年均径流量0.51亿立方米。上游地处赛罕乌拉国家自然保护区，该保护区同时也属于中国世界生物圈保护区。